# Истмианское письмо
Истмианское письмо — ранняя мезоамериканская система письма, использовавшаяся в районе перешейка Теуантепек, возможно, с 500 г. до н. э. по 500 г. н. э., хотя по этим датам существуют разногласия. Его также называют письмом Ла Мохарра и письмом Эпи-Ольмеков («постольмекское письмо»).
Истмианское письмо структурно похоже на письмо майя, и, как и майя, использует один набор символов для представления логограмм (или словесных единиц), а второй набор — для представления слогов.

## Восстановленные тексты
Четыре самых обширных истмианских текста находятся на:
- Стеле Ла Мохарра 1[англ.]
- Статуэтке Тустла[англ.]
- Стеле C Трес-Сапотес
- Маска в стиле Теночтитлана

Другие тексты включают:
- Несколько истмианских глифов на четырёх сильно обветренных стелах — 5, 6, 8 и, вероятно, 15 — в Серро-де-лас-Месас[англ.].
- Приблизительно 23 глифа на «маске» О’Бойла, глиняном артефакте неизвестного происхождения.[1]
- Небольшое количество глифов на черепке керамики из Чьяпа-де-Корсо (мезоамерика)[англ.]. Этому осколку была присвоена самая древняя дата из всех письменных истмианских артефактов: 450—300 гг. до н. э.[2]

## Дешифровка
В статье 1993 года Джон Юстесон и Терренс Кауфман предложили частичную расшифровку истмианского текста, найденного на стеле Ла Мохарра, утверждая, что представленный язык был членом языковой семьи соке. В 1997 году те же два эпиграфа опубликовали вторую статью об эпиольмекской письменности, в которой они далее утверждали, что недавно обнаруженный фрагмент текста стелы легко поддается системе дешифровки, которую они установили ранее для более длинного фрагмента текста. Это привело к вручению за их работу стипендии Гуггенхайма в 2003 году.
Однако в следующем году их интерпретация текста Ла Мохарра была оспорена Стивеном Д. Хьюстоном и Майклом Д. Ко, которые безуспешно пытались применить систему дешифровки Юстесона-Кауфмана к истмийскому тексту на обратной стороне до сих пор неизвестного Маска в стиле Теночтитлан (неизвестного происхождения, сейчас находится в частной коллекции).
Наряду с предложением альтернативной лингвистической атрибуции эпиольмекского письма как протоуастеканского языка, Вонк (2020) утверждал, что размер корпуса неблагоприятно сравнивается со скоростью повторения внутри корпуса, так что уникальная дешифровка просто невозможна, учитывая текущее положение дел. Он применяет дешифровки с помощью случайных языков Старого и Нового света (включая древнегреческий, латинский, испанский и немецкий), чтобы продемонстрировать случайный характер любых таких предложений [система Юстесона-Кауфмана].

В « Утерянных языках» (2008) Эндрю Робинсон резюмирует ситуацию с дешифровкой следующим образом:
Таким образом, в целом доводы в пользу «дешифровки» Юстесона/Кауфмана для истмианского языка решительно не доказаны и в настоящее время покоятся на шатком основании… В чём оно [истмианское письмо] нуждается более срочно, чем некоторые другие «дешифровки», учитывая её очевидную лингвистическую изощренность, так это открытие нового текста или текстов, столь же существенных, как тот, который был найден в Ла Мохарре в 1986 году.